# Popis hrvatskih županija prema nominalnom BDP-u po stanovniku
Ovo je popis hrvatskih županija prema nominalnoj vrijednosti njihova bruto domaćega proizvoda po stanovniku (per capita). To je vrijednost konačnih dobara i usluga proizvedenih u pojedinoj državi u pojedinoj godini, preračunatih prema tržišnom tečaju u američki dolar i podijeljenih prosječnim stanovništvom te godine ili stanovništvom na polovici te godine.
Donji brojevi ne uzimaju u obzir razlike u troškovima života u različitim županijama, a podatci se mogu razlikovati od godine do godine zbog promjena tečaja domaće valute.
Stoga te iznose treba uzeti s oprezom. BDP po stanovniku često se smatra pokazateljem životnoga standarda zemlje; iako to može biti sporno, jer BDP po glavi stanovnika nije mjerilo osobnih primanja.
U ovoj tablici nalaze se podaci za 2018. godinu. Podaci su u američkim dolarima.
| Rank | Županija                        | BDP $ per capita |
| ---- | ------------------------------- | ---------------- |
| 1    | Grad Zagreb                     | 27,055           |
| 2    | Istarska županija               | 18,561           |
| 3    | Primorsko-goranska županija     | 17,640           |
| 4    | Dubrovačko-neretvanska županija | 15,828           |
| 5    | Varaždinska županija            | 12,993           |
| 6    | Zadarska županija               | 12,879           |
| 7    | Međimurska županija             | 12,281           |
| 8    | Šibensko-kninska županija       | 11,579           |
| 9    | Zagrebačka županija             | 11,576           |
| 10   | Splitsko-dalmatinska županija   | 11,487           |
| 11   | Ličko-senjska županija          | 10,584           |
| 12   | Koprivničko-križevačka županija | 10,385           |
| 13   | Osječko-baranjska županija      | 10,352           |
| 14   | Karlovačka županija             | 9,896            |
| 15   | Bjelovarsko-bilogorska županija | 9,520            |
| 16   | Krapinsko-zagorska županija     | 9,440            |
| 17   | Sisačko-moslavačka županija     | 9,380            |
| 18   | Vukovarsko-srijemska županija   | 8,023            |
| 19   | Požeško-slavonska županija      | 7,892            |
| 20   | Brodsko-posavska županija       | 7,876            |
| 21   | Virovitičko-podravska županija  | 7,779            |